# IMAX 코퍼레이션
IMAX 코퍼레이션(영어: IMAX Corporation)은 캐나다의 영화 회사이다. 아이맥스라는 영화 포맷을 개발하였으며, 전세계의 아이맥스 상영관에 상영되는 영화의 개발, 제작 등을 한다. 1967년에 설립된 이 회사는 미시소가에 본사를 두고 있다.